# Presa de Mengíbar
La presa de Mengíbar es una infraestructura hidroeléctrica situada sobre el río Guadalquivir, en el término municipal de Mengíbar, provincia de Jaén, Andalucía, España. Su principal función es la generación de energía eléctrica.
Se trata de una obra del arquitecto gallego António Palacios.